# Wojna i pokój
Wojna i pokój (ros. Война и мир, Wojna i mir) – powieść historyczna rosyjskiego pisarza Lwa Tołstoja, pisana w latach 1863–1869, często uznawana za rosyjską epopeję narodową.

## Tytuł
Tytuł wynika z fabuły powieści i jej podziału na części pokojową (tomy I–II) i wojenną (tomy III–IV).
Istnieje dość rozpowszechnione błędne przekonanie o innym, rzekomo właściwym znaczeniu tytułu, wynikająca z wieloznaczności słowa мир we współczesnym języku rosyjskim, które oznaczać może zarówno „pokój”, jak również „świat”. Zgodnie z tym poglądem Tołstoj użył tego słowa w drugim znaczeniu, mając na myśli społeczeństwo, a przesłaniem powieści jest ukazanie narodu rosyjskiego biorącego udział w wojnach napoleońskich.
Przeciwko temu przekonaniu można przedstawić dwa bardzo mocne kontrargumenty. Po pierwsze fakt, że sam Tołstoj przetłumaczył tytuł swojej powieści na język francuski jako La Guerre et la Paix (Wojna i pokój). Po drugie zaś należy powiedzieć, że owa niejednoznaczność słowa мир nie występowała przed reformą ortografii rosyjskiej 1917–18 r., kiedy pokój zapisywany był jako миръ, świat jako міръ. I choć dzisiaj dzieło Tołstoja wydaje się pod tytułem Война и мир, za jego życia tytuł brzmiał Война и миръ.
Pełny tekst:  Wojny i pokoju  w Wikiźródłach 

  Pobierz jako: EPUB   • PDF   • MOBI  

## Bohaterowie
Rostowowie
- hrabia Ilia Rostow
- hrabina Natasza Rostowa
  - hrabianka Wiera Rostowa (żona Berga, córka Rostowów)
  - hrabia Mikołaj Rostow (syn Rostowów, mąż Marii Bołkońskiej)
  - hrabianka Natasza Rostowa (córka Rostowów, żona Piotra Bezuchowa)
  - hrabia Pietia Rostow (syn Rostowów, ginie na wojnie)
  - Sonia (siostrzenica hrabiego Rostowa, przyjaciółka Nataszy)

Bołkońscy
- książę Mikołaj Bołkoński (ojciec Marii i Andrieja)
  - książę Andriej Nikołajewicz Bołkoński (mąż Elizy, brat Marii, ginie na wojnie)
  - księżniczka Maria Nikołajewna Bołkońska (siostra Andrieja, żona Mikołaja Rostowa)
    - księżna Liza Bołkońska (żona Andrieja, matka Mikołaja umiera w połogu)
    - książę Mikołaj Andrejewicz Bołkoński (syn Andrieja i Lizy)

Kuraginowie
- książę Wasilij Kuragin (znajomy Anny Drubeckiej)
- księżna Alicja Kuragin (żona Wasilija)
  - książę Hipolit Kuragin (syn Wasilija i Alicji)
  - książę Anatol Kuragin (syn Wasilija i Alicji)
  - księżniczka, hrabina Helena Wasilewna Kuragin-Bezuchow (córka Kuraginów, żona Piotra Bezuchowa)

Bezuchowowie
- hrabia Kirył Bezuchow (ojciec Piotra)
  - hrabia Piotr Bezuchow (nieślubny syn Kiryła, mąż Heleny, później Nataszy)

inni bohaterowie
- Aleksander I Pawłowicz – cesarz Rosji
- Napoleon I Bonaparte – cesarz Francji
- Anna Drubecka – przyjaciółka hrabiny Nataszy, matka Borysa
  - Borys Drubecki – syn Anny Drubeckiej, przyjaciel Rostowów
- Maria Karagin – znajoma rodziny Rostow, matka Julii
  - Julia Karagin – córka Marii Karagin, żona Borysa Drubeckiego
- Anna Scherer – dama dworu carycy Elżbiety Aleksjewy
- Dołochow – oficer, przyjaciel Anatola Kuragina
- Wasilij Denisow – przyjaciel i dowódca hr. Mikołaja Rostowa
- książę Michaił Kutuzow – generał rosyjski
- Berg – oficer, mąż Wiery Rostowej
- Mitińka (Dymitr Wasiliewicz) – rządca majątku Rostowów
- Tichon – lokaj ks. Mikołaja Bołkońskiego

Powiązania bohaterów powieści

## Wymowa powieści
„Wojna i pokój” to jedno z najobszerniejszych dzieł w literaturze rosyjskiej. Ogromna liczba bohaterów i wątków skutkuje obfitością znaczeń. Nawet pobieżna analiza dzieła wymaga omówienia kilku z nich:
- Ukazanie idei fatalizmu historycznego. Tołstoj był przekonany, że historią rządzi fatum, ślepy los, który nie jest zależny od jakichkolwiek ludzkich działań. Wykonawcami owego fatum są nie, jak powszechnie uważano, genialne jednostki (jak np. Napoleon), ale „masy”, czyli narody. Prawdziwie dobrym władcą jest zatem ten, który potrafi zintegrować się ze społeczeństwem i razem z nim wypełnić dziejową misję. Idąc dalej tym tokiem myślowym Tołstoj dochodzi do wniosku, że władca dziedziczny (car) jest wywyższony ponad władcę wybieralnego (Napoleon), gdyż jego władza jest związana z owym fatum, w przeciwieństwie do władcy, którego władza pochodzi z nadania ludzi buntujących się przeciwko zrządzeniom losu.

- Ukazanie jedności narodu rosyjskiego w chwili zagrożenia, zwłaszcza jedności chłopstwa i szlachty. Autor próbuje ukazać ową jedność na przykładzie Piotra Bezuchowa. Początkowo bohater znajduje się pod wpływem idei pozytywizmu – próbuje ulżyć doli swoich chłopów. Nie rozumie jednak ich potrzeb i problemów, dlatego jego zapał szybko wyczerpuje się. Mimo to bohater ciągle szuka sposobu integracji z nimi. Sytuację zmienia dopiero jego pobyt we francuskiej niewoli. Zetknięcie z prostymi żołnierzami powoduje rewizję jego poglądów i nawrócenie na tradycyjne, rosyjskie, ludowe prawosławie. Ostatecznie bohater odnosi sukces życiowy – zakłada szczęśliwą rodzinę. Tołstoj przeciwstawia mu księcia Bołkońskiego, który kieruje się wyłącznie egoistycznymi marzeniami o sławie i karierze. Dlatego w powieści ponosi klęskę – umiera, zostawiając osieroconego syna (według zamysłu prozaika mały Mikołaj miał zostać późniejszym dekabrystą).

- Zwycięstwo idei „wojny sprawiedliwej” (wojny obronnej z 1812) i klęska w wojnie zaborczej, ekspansywnej (wojna krymska). Dla rosyjskiego pisarza, który swoje poglądy oparł na Ewangelii, wojna ma sens jedynie wtedy, gdy jest sprawiedliwa, a więc toczona w obronie nie tyle ziemi, co ludu. Walka jest wtedy usprawiedliwiona i słuszna, jest także duża szansa na zwycięstwo (wojna obronna z 1812). Tołstoj potępia wojnę zaborczą, ekspansywną, która jest według niego toczona jedynie w celu zaspokojenia ambicji władcy. W takiej wojnie nie ma szans na długotrwały sukces (wojna krymska). Ważne jest tu specyficzne podejście pisarza do patriotyzmu. Tołstoj uważa, że jest on wartością negatywną, gdyż przesądza o bezwzględnym podporządkowaniu obywateli państwu (według niego powinno być odwrotnie).

- Ukazanie idealnego modelu rosyjskiej rodziny (patriarchatu). Tu także Tołstoj zastosował metodę kontrastu. Czytelnik porównuje modele rodzin Bołkońskich i Rostowów. W pierwszej sytuacja odbiega od normalnego domowego „miru”. Na czele rodziny stoi stetryczały dziadek, wymuszający na synu swoje decyzje i zastraszający córkę. Żona Andrzeja, Liza, umiera przy porodzie, osierocając syna, którym ojciec nie umie się opiekować (obowiązku tego podejmuje się siostra Andrzeja, Maria). Rostowowie natomiast to tradycyjna rosyjska rodzina – z ojcem na czele, opiekuńczą matką i czwórką dzieci. Mimo że borykają się z problemami, również finansowymi, to zawsze mogą liczyć na pomoc życzliwych przyjaciół. Natasza, mimo że początkowo płocha i niestała w uczuciach, odnajduje szczęście u boku ukochanego mężczyzny i zakłada własną szczęśliwą rodzinę.

### Umacnianie imperializmu – odczyt postkolonialny powieści
Powieść Tołstoja w dużej mierze przyczyniła się do budowy i rozpowszechniania rosyjskiej tożsamości imperialnej. Ostatecznie umocniona została jednocząca wizja rosyjskiej pamięci historycznej, opierającej się na obronie ojczyzny przed wrogimi inwazjami. Zarysowani przez autora bohaterowie to w przeważającej mierze pozytywnie przedstawienie przedstawiciele rosyjskiej arystokracji, których majątek został jednak pozyskany w wyniku rosyjskiego kolonializmu – tak na przykład Bezuchow odziedziczył od ojca wielkie posiadłości w rejonie Kijowa, które ten pozyskać mógł w wyniku rozbiorów Rzeczypospolitej i zagarnięcia posiadłości polskich magnatów. Zarysowany przez niego obraz państwa jest jednolity etnicznie. Pisarz pominął wątki ludów podbitych wcześniej przez Rosję, takich jak Polacy, którzy aktywnie opowiadali się po stronie Francji. Tołstoj przedstawił na przykład radosne powitanie wojsk rosyjskich w Wilnie, ignorując podobną radość mieszkańców przy wejściu wojsk francuskich. Innym przykładem pominiętego ludu są Czesi – choć część akcji toczy się na ziemiach etnicznie czeskich, w powieści ludność miejscowa nie została zauważona. Sam Napoleon został skarykaturowany na łamach epopei, charakteryzuje się zdecydowanie negatywnymi cechami. Według Ewy Thompson Tołstoj wykreował go nie jako przeciwnika godnego cesarza Aleksandra I, a jedynie dowodzącego wojskami Michaiła Kutuzowa. Sam Kutuzow został za to przedstawiony w zdecydowanie pozytywnym świetle. Tołstoj zdecydował się między innymi całkowicie przemilczeć fakt jego dowodzenia w przegranej bitwie pod Austerlitz, winę zrzucając na austriackiego cesarza. Cesarz Aleksander I, przewijający się na łamach powieści, został odseparowany od rosyjskich klęsk, odgrywa on rolę ojca narodu. Aby pokreślić doniosłość i słuszność strony rosyjskiej Tołstoj pominął również główny powód wybuchu wojny, jakim było utrzymywanie przez Aleksandra I kontaktów handlowych z Wielką Brytanią i nałożenie ceł na towary francuskie. Pisarz niemal dwukrotnie zawyżył siłę wojsk, z którymi Napoleon przystąpił do inwazji (podał liczbę 800 000). Tołstoj przemilczał również zupełnie, iż nawet w trakcie walk 1812 roku Imperium Rosyjskie nieustannie prowadziło wojnę zaborczą na Kaukazie. Sukces dzieła rozpropagował nie tylko w ojczyźnie Tołstoja, ale i na zachodzie, wizerunek Rosji jako państwa, które nie tylko broni się przed barbarzyńską inwazją, ale jeszcze ratuje od niej Europę.

## Przekłady
Powieść została przetłumaczona na język polski kilkakrotnie: anonimowo (1894), przez Zofię Popławską (1930), Zofię Petersową (1950-51) oraz Andrzeja Stawara (1958).

## Ekranizacje
- Wojna i pokój w reżyserii Kinga Vidora (pełne nazwisko King Wallis Vidor). Film ten powstał w 1956 roku, w złotym okresie Hollywood. Poważnym atutem tego nominowanego do Oscara filmu jest obsada aktorska: Audrey Hepburn (Natasza Rostowa), Henry Fonda (Pierre Bezuchow), Mel Ferrer (książę Andrzej Bołkoński).

- Wojna i pokój w reżyserii Siergieja Bondarczuka. Film powstał w latach 1965–1967. W roku 1968 został nagrodzony Oscarem jako najlepszy film obcojęzyczny. Dziewięciogodzinny film zbudowany jest z czterech części: cz. I – Andrzej Bołkoński (1965); cz. II – Natasza Rostowa (1966); cz. III – Rok 1812 (1967); cz. IV – Pierre Bezuchow (1967).

- Wojna i pokój (2007) – jest to czteroodcinkowy serial telewizyjny, do którego współproducentów należy polska telewizja Polsat. Inni producenci to m.in. brytyjska telewizja BBC, niemiecka telewizja ZDF, francuska telewizja France2 czy włoska telewizja Rai. W główne role wcielili się aktorzy Clemence Poesy, Alessio Boni oraz Alexander Beyer, a reżyserem został nominowany do nagrody Emmy Robert Dornhelm. Serial jest jedną z najbardziej kosztownych produkcji europejskich (budżet szacuje się na 26 mln euro). Polska premiera miała miejsce 25 grudnia tego roku w telewizji Polsat.

- Wojna i pokój – brytyjski miniserial telewizyjny z 2016 roku, zrealizowany przez BBC. Produkcja została stworzona z olbrzymim rozmachem[2]. Polska premiera telewizyjna miała miejsce we wrześniu 2016 roku[3].

## Cytaty
—  Tom II, Część III, rozdział XXII 